# Saphir (1928)
Saphir var den första ubåten i Saphir-klassen som byggdes för den franska flottan i mitten av 1930-talet. Hon kölsträcktes i maj 1926, sjösattes i december 1928 och togs i bruk i september 1930. Saphir avväpnades i Bizerte, Tunisien och döptes om till FR 112 efter att ha erövrats av italienska styrkor den 8 december 1942. Saphir beslagtogs och sänktes av tyska styrkor i Neapel, Italien den 15 september 1943.

## Design
Saphir-klassen var 66 meter långa, hade en bredd på 7,1 meter och ett djupgående på 4,3 meter och kunde dyka upp till 80 meter. Klassen hade ett deplacement på 773 ton vid ytan och ett deplacement på 940 ton under ytan. Framdrivningen vid ytan sköttes av två Normand-Vickers-dieselmotorer på 1 300 hk (969 kW) och i undervattensläge av två elmotorer på 1 100 hk (820 kW). Den elektriska framdrivningen gjorde att ubåten kunde uppnå en hastighet på 9 knop (17 km/h) när den var undervatten. Räckvidden vid ytan var 7 000 nautiska mil (13 000 km) vid 7,5 knop (13,9 km/h) och 4 000 nautiska mil (7 400 km) vid 12 knop (22 km/h), med en räckvidd under vattenytan på 80 nautiska mil (150 km) vid 4 knop (7,4 km/h).

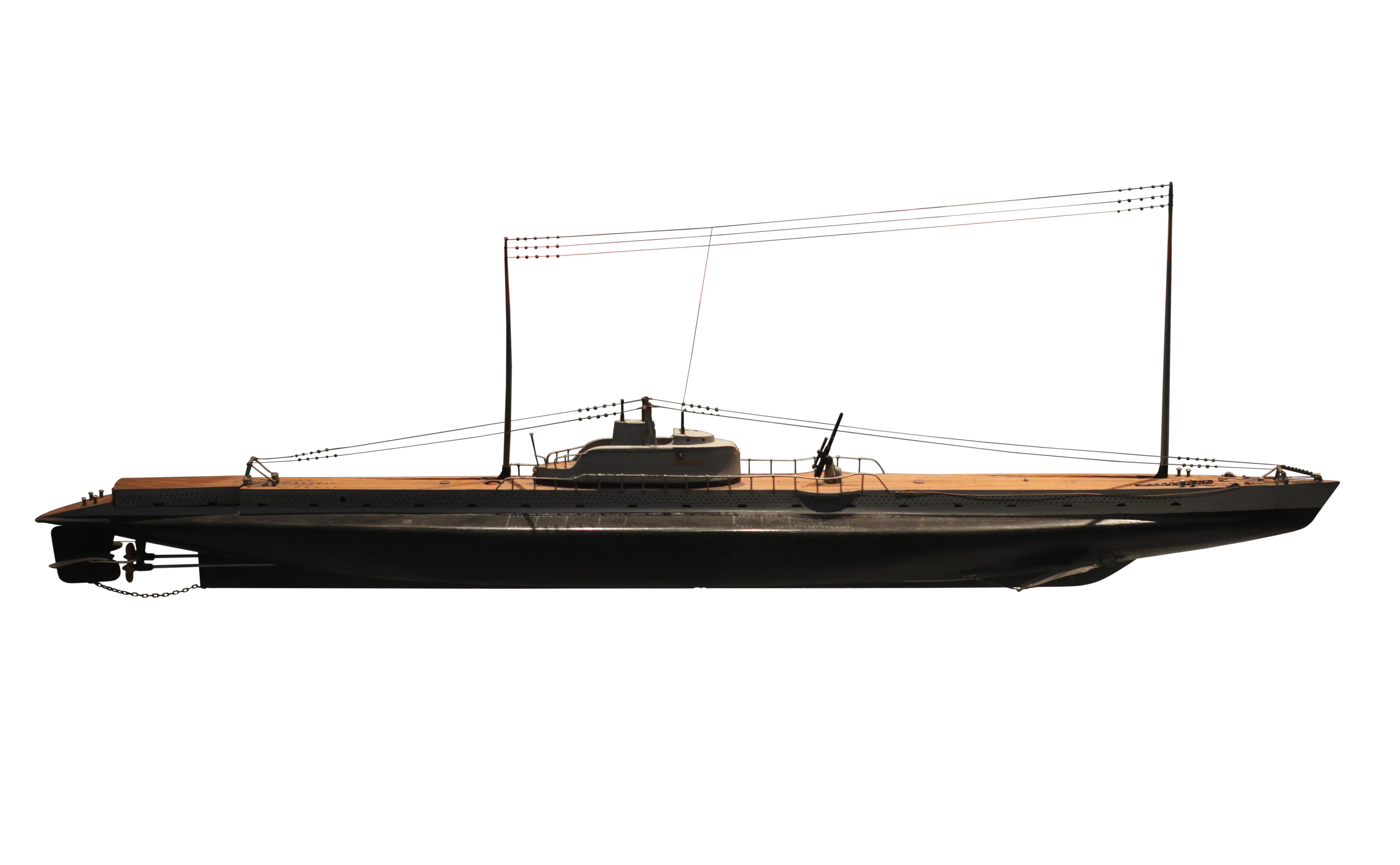
En skalmodell av Saphir som visas på Musée national de la Marine

Ubåtarna i Saphir-klassen var konstruerade för att kunna avfyra torpeder och lägga ut minor utan att gå upp till ytan. De kontaktminor som användes innehöll 220 kg TNT och fungerade på upp till 200 meters djup. De fästes på ubåtens utsida under ett hydrodynamiskt skydd och kastades ut med tryckluft.